# رام ناث شارما
رام ناث شارما (بالإنجليزية: Ram Nath Sharma)‏ هو قاضي ومحامي هندي، ولد في 5 نوفمبر 1904، وتوفي في 1 ديسمبر 2015.